# Monny de Boully
Pour les articles homonymes, voir Boully (homonymie).
Monny de Boully (Belgrade, 27 septembre 1904 - Paris 17e, 29 mars 1968) est un écrivain et poète franco-serbe.

## Poète surréaliste
Né dans une famille de banquiers juifs serbes, il est éduqué à Belgrade. Il participe aux recherches des avant-gardes yougoslaves.
Il arrive à Paris en 1925, où il rencontre André Breton, Louis Aragon et Benjamin Péret. Il publie un texte dans la revue La Révolution surréaliste. En 1928, il crée avec Arthur Adamov et Claude Sernet la revue Discontinuité qui n'aura qu'un numéro et participe aux numéros deux et trois du Grand Jeu.
Paulette Grobermann (1902-1995), épouse d'Armand Lanzmann (tous deux parents de Claude Lanzmann et Jacques Lanzmann), quitte son mari pour l'amour de Monny de Boully. Claude Lanzman évoque avec émotion Monny de Boully dans Le Lièvre de Patagonie. En 1943, Jean Rousselot sauve Monny de Boully et sa femme Paulette, arrêtés par la Gestapo, scène que Lanzman décrit également.

## Œuvre
- Au-delà de la mémoire, EST-Samuel Tastet Éditeur, 1991.
- Dans Le Grand Jeu: Au pied du mur, n° 2, printemps 1929, p. 52-54 ; Le Moyen de l’Être, n° 3, automne 1930, p. 65-68.